# Chorizagrotis introferens
Chorizagrotis introferens är en fjärilsart som beskrevs av Augustus Radcliffe Grote 1875. Chorizagrotis introferens ingår i släktet Chorizagrotis och familjen nattflyn. Inga underarter finns listade i Catalogue of Life.